# Sromlje
Sromlje este o localitate din comuna Brežice, Slovenia, cu o populație de 106 locuitori.